# Smif-n-Wessun
Smif-n-Wessun est un groupe de hip-hop américain, originaire du quartier de Brownsville, à Brooklyn. Le duo se compose des membres Tekomin « Tek » Williams et Darrell « Steele » Yates. Les deux membres sont connus pour leur créole jamaïcain, significatif au début de leur carrière.

## Biographie
Smif-n-Wessun est affilié au crew Boot Camp Clik, également composé, entre autres de Black Moon, Heltah Skeltah et Originoo Gun Clappaz.  Leur première apparition se déroule en 1993, sur l'album Enta da Stage du groupe Black Moon, publié le 15 novembre. En 1994, ils publient un single, Bucktown, qui connaît rapidement un succès d'estime dans le milieu underground. 
Le 10 janvier 1995, le groupe publie son premier album, Dah Shinin'. Cet album très sombre, aux influences jazz et soul (samples de Roy Ayers, Jack Bruce ou Bobbi Humphrey notamment) est très bien accueilli par la critique et est considéré comme un classique du genre, de par son esthétique brute, crue et dépouillée. Il est désigné comme l'un des « 100 meilleurs albums de rap » pour le magazine The Source en 1998. L'album atteint la 59e place du Billboard 200. Son influence en France à la fin des années 1990 est d'ailleurs comparable à celle des deux premiers albums de Mobb Deep par exemple[réf. nécessaire]. 
En 1996, ils sont contraints de changer de nom, et deviennent les Cocoa Brovaz, en raison du procès que leur intente le fabricant d'armes à feu Smith & Wesson pour détournement de nom. En 1998, ils sortent leur deuxième album, The Rude Awakening, classé 21e du Billboard 200, puis Reloaded le 13 septembre 2005, et The Album le 23 octobre 2007 qui atteint la 70e place du Top R&B/Hip-Hop Albums.
En 2010, le groupe publie l'album Amerikkka's Nightmare, Pt. 2: Children of War aux côtés de General Steele. Le 26 juin 2011, ils publient leur cinquième album Monumental.

## Discographie

### Albums studio
- 1995 : Dah Shinin'
- 1998 : The Rude Awakening
- 2005 : Reloaded
- 2007 : The Album
- 2011 : Monumental (avec Pete Rock)

### EP
- 2013 : Born and Raised